# Galium nepalense
Galium nepalense är en måreväxtart som beskrevs av Friedrich Ehrendorfer och Schönb.-tem.. Galium nepalense ingår i släktet måror, och familjen måreväxter.
Artens utbredningsområde är Nepal. Inga underarter finns listade i Catalogue of Life.